# 카메룬 올림픽 체육 위원회
카메룬 올림픽 체육 위원회(프랑스어: Comité National Olympique et Sportif du Cameroun)는 카메룬을 대표하는 국가 올림픽 위원회이다. IOC 코드는 CMR이다. 본부는 야운데에 있으며 아프리카 국가 올림픽 위원회 연합에 소속되어 있다.
1963년에 설립되었으며 같은 해에 국제 올림픽 위원회의 승인을 받았다. 올림픽, 올아프리카 게임, 코먼웰스 게임을 비롯한 국제 스포츠 대회에 참가하는 카메룬의 선수들을 대표한다.